# Earl Thomson
Earl John Thomson (ur. 15 lutego 1895 w Birch Hills, w prowincji  Saskatchewan, zm. 19 kwietnia 1971 w Annapolis, w stanie Maryland) – kanadyjski lekkoatleta płotkarz, mistrz  olimpijski.
Urodził się w Kanadzie, ale przeprowadził się w wieku 8 lat do Kalifornii ze względu na stan zdrowia matki. Studiował na University of Southern California. W 1918 został mistrzem Stanów Zjednoczonych (AAU) w biegu na 120 jardów przez płotki. W 1920 zdobył akademickie mistrzostwo USA (IC4A) w  biegu na 110 metrów przez płotki. Ustanowił także rekord świata na tym dystansie rezultatem 14,4 s. Ponieważ nigdy nie ubiegał się o obywatelstwo USA, wystąpił w reprezentacji Kanady na Igrzyskach Olimpijskich w 1920 w Antwerpii. Tam zdobył złoty medal w biegu na 110 metrów przez płotki.
Thomson zdobył mistrzostwo USA (AAU) w biegu na 120 jardów przez płotki w 1921 i 1922 i na 220 jardów przez płotki w 1921, a także akademickie mistrzostwo (NCAA) w biegu na 120 jardów przez płotki i mistrzostwo IC4A w biegach na 120 jardów przez płotki i na 220 jardów przez płotki (wszystkie trzy w 1921).
Po zakończeniu wyczynowego uprawiania sportu został trenerem lekkoatletycznym. Pracował w tym charakterze w United States Naval Academy w Annapolis przez 36 lat.